# Università tecnica di Kaunas
L'Università tecnica di Kaunas (in lituano Kauno technologijos universitetas, KTU) è un'università tecnica pubblica lituana con sede nella città di Kaunas.

## Storia
Inizialmente istituita il 27 gennaio 1920, con l'aumento del personale, il 16 febbraio 1922 la scuola fu riformata dal governo come primo istituto di istruzione superiore indipendente in Lituania. Rinominata Vytautas Magnus nel 1930, l'università si specializzò in quattro aree: ingegneria civile, ingegneria meccanica, ingegneria elettrica e tecnologia chimica. Le turbolenze della seconda guerra mondiale con le varie occupazioni sovietica, poi tedesca e infine di nuovo sovietica, portarono a numerosi cambi di nome e alla chiusura dell'università nel 1943. Dopo la rioccupazione dei sovietici nel 1944, l'università riaprì e alla fine si riformò nel Politecnico di Kaunas (KPI) e nell'Istituto medico di Kaunas nel 1946. Sotto l'influenza della Perestrojka, il governo lituano sovietico ripristinò lo status universitario della scuola, e fu ribattezzato Università tecnica di Kaunas. L'indipendenza dall'Unione Sovietica portò la rapida occidentalizzazione della struttura e all'adesione a molte organizzazioni dell'Europa occidentale.

## Organizzazione
La KTU è organizzata nelle seguenti otto facoltà:
- Economia e commercio
- Ingegneria civile e architettura
- Ingegneria elettrica ed elettronica
- Ingegneria meccanica e progettazione
- Scienze informatiche
- Scienze matematiche, fisiche e naturali
- Scienze sociali, artistiche e umanistiche
- Tecnologia chimica
- Tecnologie e business